# Johannes Itten

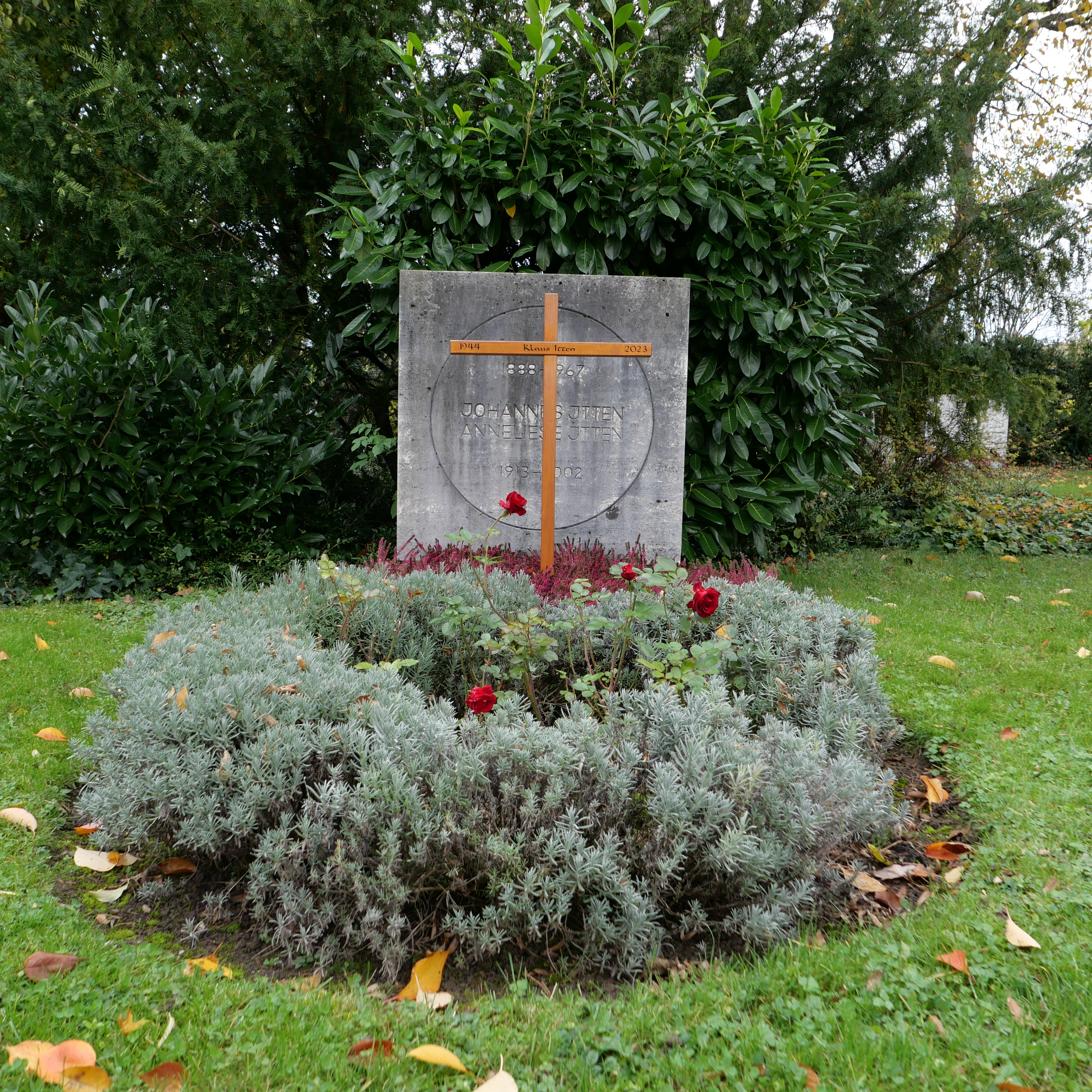
Graf van Itten, zijn tweede vrouw Anneliese, geboren Schlösser 1913-2002 en van een van hun drie kinderen, Klaus Itten 1944-2023 op de begraafplaats van Hönggerberg in Zürich.

Johannes Itten (Wachseldorn, 11 november 1888 – Zürich, 25 maart 1967) was een kunstschilder, ontwerper en docent uit Zwitserland. Hij is vooral bekend geworden door zijn theoretische werk in verband met Bauhaus en zijn kleurenleer.

## Leven en werk
Itten werd in Wachseldorn geboren, waar hij een opleiding genoot naar de methode van Fröbel. Hij kreeg een opleiding bij de kunstacademie in Genève, maar keerde terug naar Bern omdat hij niet onder de indruk van de Geneefse opleiders was.
Hij kreeg enkele lessen van Eugène Gilliard, een abstracte kunstschilder en gaf tussen 1919 en 1922 zelf les aan het Bauhaus. Hij publiceerde later het boek Kunst en Kleur met zijn ideeën over vooral compositie en kleur, gebaseerd op de kleurencirkel van Adolf Hölzel. De kleurencirkel van Itten omvatte twaalf kleuren.
Itten nam ontslag na een ruzie met Walter Gropius over commercieel werken binnen Bauhaus. Itten was van mening dat meditatie belangrijker was dan werken. Zijn werk lijkt op de latere op-art van kunstenaars als Josef Albers, Max Bill en Bridget Riley. Hij stichtte in 1925 in Berlijn de Johannes Ittenschule.
Hij moest in 1938 Duitsland verlaten, ging hij in Amsterdam wonen en werd directeur van de Kunstwerbeschule in Zürich.
Willem Sandberg, directeur van het Stedelijk Museum in Amsterdam, die met een leerlinge van Itten was getrouwd en bevriend met hem was, organiseerde in 1957 ter gelegenheid van Ittens zeventigste verjaardag een overzichtstentoonstelling.
Itten kreeg in 1966 van de Nederlandse verffabriek Sikkens de Sikkensprijs voor de integratie van kleur en ruimte.
Hij overleed op 25 maart 1967 op 78-jarige leeftijd in Zürich.

## Kleurencirkel

Kleurencirkel van Itten

Ittens kleurencirkel is gebaseerd op het subtractief kleursysteem, waarmee wordt bedoeld dat verf bepaalde kleuren uit het invallende licht absorbeert. Johann Wolfgang von Goethe 1749-1832 had eerder in 1810 een kleurenleer opgesteld en daarna was het onderwerp in de belangstelling gebleven. Itten kent als primaire kleuren rood, geel en blauw. De secundaire kleuren zijn oranje, groen en violet. De tertiaire kleuren ontstaan uit de menging van een primaire en een secundaire kleur, maar het werd daarna duidelijk dat de primaire kleuren van Itten niet de werkelijke primaire kleuren zijn, maar deze alleen benaderen. Rood is bijvoorbeeld geen echte primaire kleur, wel het roze, paarsachtige magenta van het pigment chinacridon. Deze fout heeft tot gevolg dat met de primaire kleuren van Itten geen goed paars gemengd kan worden. Niettemin worden de subjectieve kleurervaringen uit het boek van Itten, bijvoorbeeld de zeven kleurcontrasten, nog steeds als zinvolle leerstof voor studenten erkend.
De zeven kleurcontrasten van Itten zijn:
- het kleur-tegen-kleur contrast: alle zuivere verzadigde kleuren, rood, geel en blauw zijn het sterkst
- het licht-donkercontrast: zwart-wit is het sterkst
- het warm-koud contrast: rood-oranje(cadmium licht) tegen Blauw-groen(mangaan-oxide)is het sterkst
- het complementair contrast: rood-groen of geel-paars of oranje-blauw, complementaire paren versterken de kleur het meest
- het simultaancontrast: het verschijnsel dat een willekeurige kleur de complementair-kleur virtueel oproept, zo neemt grijs binnen oranje schijnbaar een blauwe tint aan
- het kwaliteitscontrast: verzadigd tegen onverzadigd, door menging met wit, zwart of grijs, waarbij grijs makkelijk het simultaan contrast opwekt
- het kwantiteitscontrast: veel van een of twee kleuren tegenover weinig van een andere kleur.

- Bibsys: 90094721
- Biblioteca Nacional de España: XX1322380
- Bibliothèque nationale de France: cb119083238 (data)
- Catàleg d'autoritats de noms i títols de Catalunya: 981058529954106706
- CiNii: DA02898206
- Gemeinsame Normdatei: 118710990
- Historisch woordenboek van Zwitserland: 022036
- International Standard Name Identifier: 0000 0001 0913 4724
- Library of Congress Control Number: n50037690
- Nationale Bibliotheek van Letland: 000019763
- Bibliotheek van het Japanse parlement: 00444334
- Nationale Bibliotheek van Tsjechië: xx0086703
- Nationale bibliotheek van Australië: 35238037
- Nationale Bibliotheek van Israël: 987007506115905171
- Nationale Bibliotheek van Polen: a0000003642555
- Nederlandse Thesaurus van Auteursnamen: 06931652X
- RKD-Nederlands Instituut voor Kunstgeschiedenis: 41201
- SIKART: 4023401
- SNAC: w6br98sj
- Système universitaire de documentation: 026931923
- Trove: 877047
- Union List of Artist Names: 500029154
- Virtual International Authority File: 71392512
- WorldCat: E39PBJp68j9VM7tC4hV69xg9Xd